# Эллипсоид Хейфорда
Эллипсо́ид Хе́йфорда — земной эллипсоид, введённый в США в 1910 году. Назван в честь американского геодезиста 
Джона Хейфорда (1868-1925).
Эллипсоид Хейфорда известен также как «Международный эллипсоид 1924 года» (англ. International ellipsoid 1924) после того, как Международный геодезический и геофизический союз (IUGG) на конференции в Мадриде 6–7 октября 1924 года рекомендовал его к использованию во всём мире. Многие страны, однако, продолжали пользоваться другими эллипсоидами.
В отличие от предшествующих эллипсоидов (таких, как Эллипсоид Бесселя), которые были ориентированы на применение в Европе, эллипсоид Хейфорда учитывал также измерения, проведённые в Северной Америке и на других континентах.
Эллипсоид Хейфорда в последующем был заменён в качестве международного другими эллипсоидми: Люцернским эллипсоидом (1967) и GRS80 (1980).

## Параметры земного эллипсоида по Хейфорду
| Параметр                                                       | Значение            | Примечание   |
| -------------------------------------------------------------- | ------------------- | ------------ |
| Полярное сжатие (отношение разницы полуосей к большой полуоси) | 1/297,0             | ± 0,4        |
| Большая полуось (экваториальный радиус), a                     | 6 378 388 м         | ± 60 м       |
| Малая полуось (полярный радиус), b                             | 6 356 911,946 м     |              |
| Радиус сферы одинаковой площади                                | 6 371 227,7 м       |              |
| Радиус шара одинакового объёма                                 | 6 371 221,3 м       |              |
| Длина экватора                                                 | 40 076 593,6 м      |              |
| Длина меридиана                                                | 40 009 153,2 м      |              |
| Площадь поверхности                                            | 510 100 934 км²     |              |
| Объём                                                          | 1,08331978·1012 км³ |              |
| Масса (при ρ = 5,527 г/см³), M                                 | 5,988·1024 кг       |              |
| Полярный момент инерции                                        | 8,1231·1037 кг·м²   | 0,33344 M·a² |
| Экваториальный момент инерции                                  | 8,0965·1037 кг·м²   | 0,33235 M·a² |